# Nahirne, Skole
Nahirne  (în ucraineană Нагірне, în germană Annaberg) este un sat în comuna Smoje din raionul Skole, regiunea Liov, Ucraina. A fost locuit de germanii galițieni.

## Demografie
Componența lingvistică a localității Nahirne
     Ucraineană (100%)
Conform recensământului din 2001, toată populația localității Nahirne era vorbitoare de ucraineană (100%).